# Choral Public Domain Library
Il Choral Public Domain Library (CPDL) è un archivio online di spartiti liberamente scaricabili e utilizzabili, in larga parte riguardanti musica corale e vocale.

## Storia
Il sito venne lanciato nel dicembre 1998 da Rafael Ornes, e, nel 2005, venne convertito in formato Wiki. Nel luglio 2008 Ornes lasciò la direzione diretta, affidando la gestione del sito a un gruppo di amministratori.
Oltre a rendere disponibili gli spartiti, il sito offre anche testi originali con fonti e traduzioni, indicizzazione degli spartiti secondo diversi criteri (genere, epoca, eccetera), notizie biografiche sui compositori, considerazioni riguardanti le esecuzioni e pagine di discussione.
Gli spartiti sono disponibili per il download gratuito in numerosi formati, tra cui PDF, PS e TIFF, mentre i file audio sono presenti in formato MIDI ed MP3. Inoltre, ci sono i formati supportati dai diversi programmi di notazione musicale, come Finale, Sibelius, eccetera. La maggior parte degli spartiti, su CPDL, sono distribuiti sotto licenza open-source. Al 19 giugno 2013 l'archivio del sito comprendeva oltre 16.000 partiture di oltre 2.200 autori.
Il sito è utilizzato come fonte dalla Kent State University, dalla Northern Illinois University, dall'Università dell'Oregon, dalla University of Western Ontario, dall'Università del Michigan, dall'Università di Albany, dall'Università della California, dalle biblioteche dell'Università di Boston, dell'Università di Stanford e dell'Università del Wisconsin–Oshkosh. È inoltre supportato dalla American Choral Directors Association.